# Ляховецька волость
Ляховецька волость — історична адміністративно-територіальна одиниця Острозького повіту Волинської губернії Російської імперії. Волосний центр — містечко Ляхівці.
Станом на 1885 рік складалася з 12 поселень, 6 сільських громад. Населення — 6444 особи (3127 чоловічої статі та 3317 — жіночої), 632 дворових господарства.
|                     | Площа, десятин | У тому числі орної, дес. |
| ------------------- | -------------- | ------------------------ |
| Сільських громад    | 6745           | 4982                     |
| Приватної власності | 3507           | 1951                     |
| Казенної власності  | 1              | —                        |
| Іншої власності     | 468            | 250                      |
| Загалом             | 10721          | 7183                     |

Основні поселення волості:
- Ляхівці — колишнє власницьке містечко при річці Горині за 46 верст від повітового міста, 2368 осіб, 296 дворів, 4 православні церкви, 2 каплиці, костел, школа. За ½ версти — садиба Леонцине з 3 млинами, ярмарком, винокурним заводом.
- Бісівка — колишнє власницьке село, 271 особа, 41 двір, православна церква, постоялий будинок, водяний млин.
- Гулівці — колишнє власницьке село при річці Горині, 521 особа, 59 дворів, православна церква, школа, постоялий будинок.
- Жемелинці — колишнє власницьке село при річці Полква, 523 особи, 95 дворів, православна церква, постоялий будинок.
- Жижниківці — колишнє власницьке село, 395 осіб, 37 дворів, православна церква, каплиця.
- Ксенженцин (Окопи) — колишнє власницьке село, 443 особи, 47 дворів, 2 постоялих будинки, винокурний завод.